# Aeroporto Internacional de Carrasco
O Aeroporto Internacional de Carrasco - General Cesareo L. Berisso (IATA: MVD, ICAO: SUMU) é o maior aeroporto do Uruguai. Está localizado próximo a capital do país, Montevidéu.
Inaugurado em 1947, se encontra na localidade de Carrasco, à leste da capital uruguaia, no departamento de Canelones.
Em 2003, o governo transferiu a administração, operação e manutenção do aeroporto ao grupo de investimento privado Puertas del Sur S/A.
No mês de novembro de 2006, iniciaram-se as obras de um novo terminal de passageiros, orçado em $ 134 milhões de dólares, que estará localizado paralelamente à pista 06/24. A conclusão do novo terminal, desenhado pelo arquiteto uruguaio Rafael Viñoly, se deu em 2009, com inauguração em 29 de dezembro.
Um novo terminal de cargas orçado em $ 7 milhões de dólares também está sendo construído.